# Morogoro (regija)
Morogoro je jedna od 30 regija u Tanzaniji. Središte regije je u gradu Morogorou.

## Zemljopis
Regija Morogoro nalazi se u istočnom dijelu središnje Tanzanije, prostire se na 70.799 km². Susjedne tanzanijske regije su Tanga na sjeveru, Pwani i Lindi na istoku,  Ruvuma na jugu i Iringa i Dodoma na zapadu.

## Stanovništvo
Prema popisu stanovništva iz 2002. godine u regiji živi 1.759.809 stanovnika dok je prosječna gustoća naseljenosti 25 stanovnika na km².

## Podjela
Regija je podjeljena sa sedam distrikta:   Gairo, Kilombero, Kilosa, Morogoro Urban, Morogoro Rural, Mvomero i Ulanga.